# Caladenia picta
Caladenia picta är en orkidéart som först beskrevs av William Henry Nicholls, och fick sitt nu gällande namn av Mark Alwin Clements, David Lloyd Jones och Alvin Wentworth Chapman. Caladenia picta ingår i släktet Caladenia och familjen orkidéer. Inga underarter finns listade i Catalogue of Life.